# L'Établi (film)
Pour les articles homonymes, voir L'Établi et Établi.
Pour plus de détails, voir Fiche technique et Distribution.
L'Établi est un film franco-belge réalisé par Mathias Gokalp et sorti en 2023. Le scénario est une adaptation du livre autobiographique de Robert Linhart portant le même titre. Le film montre le monde ouvrier de l'après-68 à partir de son regard d'intellectuel face aux difficultés physiques, morales, politiques générées par l'organisation de l'usine.

## Synopsis
Quelques mois après les évènements de Mai 68, Robert (Swann Arlaud), normalien agrégé de philosophie, se fait embaucher dans l'usine Citroën porte de Choisy à Paris en tant qu'ouvrier OS2. Militant maoïste, il cherche à s'infiltrer dans le monde ouvrier pour continuer la lutte sociale à la suite du mouvement de Mai — ce qu'on appelait être un « établi ».
Aidé les premiers jours par un ouvrier associé au même poste, on le change de position, sa gaucherie ralentissant l'ensemble de la chaîne de production des Citroën 2 CV (CV lire « deux chevaux » puissance fiscale). Après les premiers mois d'une adaptation difficile, il réussit à déclencher une grève contre la récupération gratuite des heures perdues lors de la grève de Mai 68, la direction faisant fi des accords de Grenelle (qui prévoient le paiement à 50 % des jours de grève de mai).

## Fiche technique
Sauf indication contraire, les informations mentionnées dans cette section peuvent être confirmées par la base de données cinématographiques Allociné,  présente dans la section « Liens externes ».
- Titre : L'Établi
- Réalisation : Mathias Gokalp
- Scénario : Mathias Gokalp, Nadine Lamari, Marcia Romano, d'après l'œuvre de Robert Linhart
- Son : Laurent Benaïm
- Décors : Jean-Marc Tran Tan Ba
- Montage : Ariane Mellet
- Costumes : Claire Lacaze
- Photographie : Christophe Orcand
- Musique : Flemming Nordkrog
- Production : Antoine Rein, Fabrice Goldstein et Antoine Gandaubert
- Société de production : Karé Productions, Scope Pictures, France 2 Cinéma, Auvergne-Rhône-Alpes Cinéma
- Société de distribution : Le Pacte (France)
- Pays de production :  France,  Belgique
- Langue originale : français
- Format : couleur — 1,85:1 — son 5.1
- Genre : drame, historique
- Durée : 117 minutes
- Date de sortie :
  - 5 avril 2023

## Distribution
Sauf indication contraire, les informations mentionnées dans cette section peuvent être confirmées par les bases de données cinématographiques IMDb et Allociné,  présentes dans la section « Liens externes ».
- Swann Arlaud : Robert Linhart
- Mélanie Thierry : Nicole Linhart
- Denis Podalydès : Junot
- Olivier Gourmet : Klatzman le délégué CGT
- Robin Migné : Christian Le Bescou
- Félix Vannoorenberghe : Jean-Louis, l'ouvrier tuberculeux
- Eric Nantchouang : Boubacar Diallo, dit "Bouba"
- Malek Lamraoui : Ali
- Luca Terracciano : Primo
- Raphaëlle Rousseau : Sacha
- Lorenzo Lefebvre : Yves
- Jean Boronat : Jean
- Marie Rivière : la mère de Robert
- Marc Robert : le médecin de l'usine
- Zéli Marbot : Virginie Linhart

Dans le générique de fin du film, Nicole (Colas-)Linhart indique qu'elle ne se reconnaît pas dans le personnage campant la femme de Robert Linhart de l'époque. Nicole Linhart a été elle aussi militante d'extrême gauche établie en usine, elle est devenue universitaire,.

## Production
En février 2021, la production du film L'Établi recherche des figurants et figurantes, pour le tournage à Clermont-Ferrand, « âgés de 16 à 50 ans. Signes particuliers : être mince voire très mince, et n'avoir ni tatouage ni piercing. Avoir la moustache est un plus, le film se déroulant en 1968 ».
Le film a requis la participation de 300 figurants venant du Puy-de-Dôme et de trente-cinq techniciens de la région.

## Tournage
Le tournage des scènes dans l'usine Citroën, représentant celle de la porte de Choisy à Paris à l'origine usine Panhard, a eu lieu dans une ancienne usine Michelin de Cataroux à Clermont-Ferrand dans le Puy-de-Dôme où a été reconstituée une usine Citroën des années 1960. Selon le réalisateur, « On a rempli des grands hangars avec les outillages d’usine en cessation d’activité de la région. Concernant les 2 CV, nous avons travaillé avec des véhicules de collection qui ont été entièrement démontés pour être réassemblés sur la chaîne dans le film. Et des fabricants nous ont aussi fourni des pièces neuves, les carrosseries brutes et les portières. On ne fabrique plus de 2 CV complètes mais on fabrique encore des pièces détachées pour réparer celles qui sont encore en circulation ». Conçue par le chef décorateur Jean-Marc Tran Tan Ba et ses collaborateurs, la chaîne de montage de 2 CV apparaissait, dès le tournage, comme un élément-clé du scénario.
Outre le tournage effectué à Clermont-Ferrand, certaines scènes ont été filmées à Agen en 2021.

## Accueil

### Box Office
Cumulé en semaines d'exploitation:
| Pays ou région | Box-office      | Date d'arrêt du box-office | Nombre de semaines |
| -------------- | --------------- | -------------------------- | ------------------ |
| France         | 105 103 entrées | 28 juin 2023               | 12                 |

### Critiques
Selon Frédéric Strauss de Télérama, le film « fait naître aujourd'hui un beau personnage de cinéma » qui « apporte avec lui une fragilité, une complexité. Presque un mystère. »
Jacky Bornet de France Info y voit un « témoignage qui fait date et que Mathias Gokalp adapte avec brio. » Le réalisateur « filme le travail à la chaîne en captant les souffrances et stress nés des « cadences infernales ». Des pressions violentes, humiliantes [qui] s'exercent. »
Pour Sylvie L. Strobel (Jeune Cinéma), « la mise en images des rapports de forces, des fonctionnements des groupes professionnels ou nationaux, des rôles, des manœuvres et arguments restent très actuels, même si l'affichage du mépris et du racisme banal s'est un peu maquillé. ».
Fernando Ganzo (Cahiers du cinéma) voit dans le film « un commentaire sur le rapport entre la fracture sociale et la façon dont le cinéma social français tente d'en rendre compte » et note que « Mathias Gokalp travaille l'inévitable crise de tout projet visant à s'insérer dans la réalité sociale du travail tout en prenant son spectateur par la main via un personnage-guide interprété par un comédien ou comédienne reconnu [...] investi en porte-parole d'une masse sous-représentée à laquelle il n'appartient pas. »
Selon Mathieu Macheret du Monde, à l'occasion de la diffusion du film sur Canal Plus « Karl Marx enjoignait aux intellectuels de déposer la plume, pour intervenir directement dans le champ social, au cœur des rapports de production ». L'expérience des établis « c’est ce haut fait de l’histoire militante que porte à l’écran Mathias Gokalp, poursuivant le sillon social creusé avec Rien de personnel (2009) ». « Du livre de Robert Linhart [,] Mathias Gokalp retient l’élan et l’idéal qui animent le personnage de Swann Arlaud [...] ».

### Radio
- Laure Adler, « L'Établi de Robert Linhart » [audio], sur L'heure bleue, France Inter, Radio France, 27 février 2023 (consulté le 6 avril 2023), série de 4 épisodes
- Géraldine Muhlmann, « L'Établi, une émission exceptionnelle en compagnie de Robert Linhart » [audio], sur Avec philosophie, France Culture, Radio France, 7 avril 2023 (consulté le 9 avril 2023), invités à l'occasion de la sortie du film, Robert Linhart, Virginie Linhart, Emmanuel Renault et Cédric Enjalbert